# Vaterländische Union

Logo bis August 2024

Die Vaterländische Union (VU) ist neben der Fortschrittlichen Bürgerpartei (FBP) eine der beiden großen Parteien im Fürstentum Liechtenstein. Sie war ursprünglich sozialliberal ausgerichtet, näherte sich programmatisch im Laufe der Zeit aber der bürgerlichen FBP an, mit der sie traditionell koaliert.

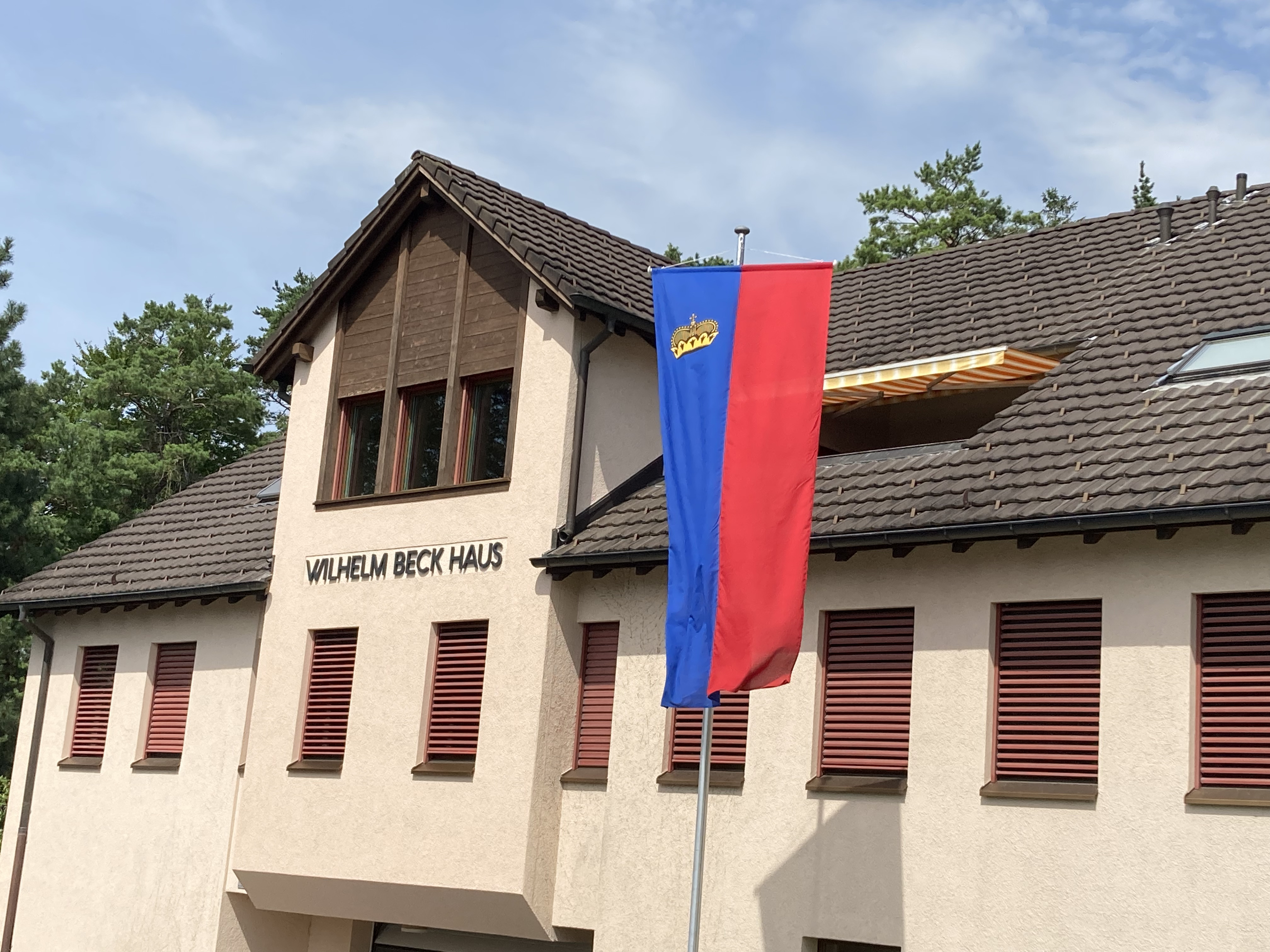
Das Wilhelm Beck Haus in Vaduz

## Geschichte
Die Wurzeln der VU gehen auf die im Februar 1918 gegründete, christlich-sozial ausgerichtete Volkspartei (VP) zurück. Diese schloss sich am 5. Januar 1936 mit dem nur zwei Jahre existierenden kleinen, zunehmend deutschnational und autoritär ausgerichteten Liechtensteiner Heimatdienst zur heutigen Vaterländischen Union zusammen. Mitbegründer der christlichsozialen Volkspartei war Wilhelm Beck. Die Partei war der Motor für grundlegende politische und soziale Reformen in Liechtenstein im frühen 20. Jahrhundert und verstand sich als Arbeiterpartei, die sich für mehr demokratische Volksrechte, soziale Sicherheit, Solidarität in der Gesellschaft und auch eine starke, differenzierte Wirtschaft einsetzte und einsetzt.
Ihre aktuellen Zielsetzungen hat sie in den im Mai 2004 verabschiedeten «Wertvorstellungen» formuliert, wobei sie sich den Grundsätzen von Freiheit, Nachhaltigkeit und Solidarität verpflichtet sieht.
Die VU verfügte 1970–1974, 1978–1993, 1993–2001 über die absolute Mehrheit der Mandate im Landtag, dem liechtensteinischen Parlament. Nach der Landtagswahl 2005, die ihr ein historisches Tief an Stimmen einbrachte, stellte die VU 10 der 25 Abgeordneten und war mit dem stellvertretenden Regierungschef Klaus Tschütscher und Hugo Quaderer in der fünfköpfigen Regierung vertreten. Aus der Landtagswahl 2009 ging die VU als klare Wahlsiegerin hervor und besaß für die Legislaturperiode 2009–2013 mit 13 Sitzen die absolute Mehrheit im Landtag und stellte in der Koalitionsregierung mit der FBP mit Klaus Tschütscher den neuen Regierungschef und mit Hugo Quaderer und Renate Müssner zwei Regierungsräte. Die Vaterländische Union verlor bei der Landtagswahl 2013 fünf Sitze im Landtag und war danach mit acht Sitzen vertreten und stellte zwei der vier momentanen Regierungsräte. Bei der Landtagswahl 2017 konnte die Vaterländische Union ihren Stimmenanteil um 0,2 Prozent leicht ausbauen, verblieb aber weiterhin bei 8 von 25 Abgeordneten des Landtags.
Bei der Landtagswahl 2021 erreichte die VU 10 von 25 Mandaten und verzeichnete ein Stimmenplus von 2,1 % im Vergleich zu den Landtagswahlen 2017. Sie stellt mit Daniel Risch den Regierungschef und mit Dominique Hasler und Graziella Marok-Wachter zwei Regierungsrätinnen. Bei der Landtagswahlen 2025 stellte die VU mit Brigitte Haas erstmals eine Frau als Regierungschefkandidatin auf. Als Regierungskandidaten waren Dr. Emanuel Schädler und Hubert Büchel nominiert. Die Union baute den Vorsprung aus (+10,8 % auf die FBP) und holte abermals 10 Mandate. 

### Parteipräsidenten
| Amtszeit  | Name                | Anmerkung                                                                               |
| --------- | ------------------- | --------------------------------------------------------------------------------------- |
| 1936–1965 | Otto Schaedler      |                                                                                         |
| 1965–1974 | Franz Nägele        |                                                                                         |
| 1974–1992 | Otto Hasler         |                                                                                         |
| 1992–2001 | Oswald Kranz        |                                                                                         |
| 2001–2005 | Heinz Frommelt      |                                                                                         |
| 2005–2011 | Adolf Heeb          |                                                                                         |
| 2011–2015 | Jakob Büchel        |                                                                                         |
| 2015–2021 | Günther Fritz       | gewählt am 13. November 2015; Chefredakteur der Parteizeitung Liechtensteiner Vaterland |
| seit 2021 | Thomas Zwiefelhofer | gewählt am 22. März 2021; Präsident im Ehrenamt                                         |

### Landtagspräsidenten
| Amtszeit   | Name             | Anmerkung |
| ---------- | ---------------- | --------- |
| 1922–1927  | Wilhelm Beck     |           |
| 1954; 1956 | Alois Ritter     |           |
| 1970–1974  | Karlheinz Ritter |           |
| 1978–1993  | Karlheinz Ritter |           |
| 1993–1994  | Paul Kindle      |           |
| 1996–1997  | Paul Kindle      |           |
| 1997–2001  | Peter Wolff      |           |
| 2009–2013  | Arthur Brunhart  |           |

### Landtagsvizepräsidenten
| Amtszeit              | Name                   | Anmerkung                    |
| --------------------- | ---------------------- | ---------------------------- |
| 1928–1930             | Gustav Ospelt          |                              |
| 1936–1945             | Otto Schaedler         |                              |
| 1945–1953; 1955; 1957 | Alois Ritter           |                              |
| 1957                  | Johann Georg Hasler    |                              |
| 1958–1962             | Alois Vogt             |                              |
| 1962–1965             | Otto Schaedler         |                              |
| 1965–1970             | Franz Nägele           |                              |
| 1993; 1995            | Paul Kindle            |                              |
| 2001–2005             | Peter Wolff            |                              |
| 2005–2009             | Ivo Klein              |                              |
| 2013–2017             | Violanda Lanter-Koller | heisst heute Violanda Lanter |
| 2017–2025             | Gunilla Marxer-Kranz   |                              |

## Zeitung
Der Vaterländischen Union steht die Zeitung Liechtensteiner Vaterland nahe, welche aus den Zeitungen Liechtensteiner Nachrichten und Liechtensteiner Heimatdienst im Januar 1936 entstanden ist. Die Zeitung habe sich von einem „parteipolitischen Kampfblatt“ zu einer „modernen Forumszeitung“ gewandelt. Seit dem 1. Februar 2023 schützt ein Redaktionsstatut die Redaktion des Medienhauses vor Einflussnahme politischer, ökonomischer, religiöser oder ideologischer Art.